# Jazmín Álvarez
Jazmín Álvarez (1999, Medellín, Colombia) es una patinadora en tabla (skater) colombiana y la primera mujer en representar a su país en los Juegos Olímpicos de París 2024 en la modalidad de patinaje callejero (street).

## Trayectoria deportiva
La deportista estudió diseño gráfico y actividad física en el Servicio Nacional de Aprendizaje.

Jazmín comenzó a patinar cuando tenía 15 años y declara que:
Es un poquito complicado porque se ve la desigualdad a nivel mundial. La premiación es muy diferente, el apoyo es muy diferente. Lastimosamente no tenemos tanto apoyo y tantos recursos para las chicas. Pero, todo eso nos ha hecho mejorar a todas las mujeres porque el nivel ahora está incrementando cada vez más, logrando igualar los trucos a los hombres. Así que es un proceso difícil, pero hemos hecho un buen trabajo.
Durante la segunda serie de clasificación para los Juegos Olímpicos de París 2024, Jazmín sumó 61.67 puntos. Su segundo intento la posicionó en el lugar 12, de 41 lo que le permitió posicionarse para las semifinales, en donde culminó con un puntaje global de 215.62 y finalizó en el lugar 10.
Mientras que, en la final, la colombiana se adjudicó el cupo a París tras mantenerse en el selecto grupo de las 22 mejores monopatinadores del mundo ocupando la posición 13.
No obstante, durante los entrenamientos en los Juegos Olímpicos de París 2024, la deportista sufrió una lesión que le impidió seguir en las competencias de skateboarding y la obligó a someterse a una cirugía.

## Palmarés
| Año  | Lugar       | Medalla           | Prueba                                                      |
| ---- | ----------- | ----------------- | ----------------------------------------------------------- |
| 2023 | Tokio       | Lugar 24          | Street World Championship Tokyo                             |
| 2023 | Santa Marta | Medalla de bronce | Juegos Suramericanos de Playa Santa Marta (Colombia)        |
| 2023 | Moscú       | Medalla de oro    | Gran Skate Tour Moscú                                       |
| 2022 | Santa Marta | Medalla de oro    | Juegos Centroamericanos y del Caribe Mar y Playa (Colombia) |
| 2022 | Paraguay    | Medalla de bronce | Juegos Suramericanos de Asunción (Paraguay)                 |